# 贊恩·馬利克
扎因·杰韦德·「贊恩」·马利克（/ˈmælɪk/；1993年1月12日—），英国男歌手，曾為男子團體1世代成員，在組合期間，他發佈了4張錄音室專輯。2015年3月25日，贊恩正式宣告退團，並於2015年7月30日和RCA唱片簽下合約，正式向個人歌手事業邁出一大步。2016年3月25日，馬利克發佈了個人首張專輯《心解密》，專輯在多國奪冠。

## 早年生涯
贊恩·馬利克出生于英国西约克郡布拉德福德。他的父亲耶沙·马利克（Yaser Malik），是一名巴基斯坦裔英國人，母亲特里西娅·馬利克（Tricia Brannan Malik）拥有爱尔兰和英国血统。他有一个姐姐，名为朵妮雅（Doniya），还有两个妹妹：瓦利娅（Waliyha）和萨法阿（Safaa）。
馬利克从小生活在东保龄， 先后在下菲尔茨小学（Lower Fields Primary School）和唐高中就读。因为自己是混血的原因，馬利克并不适应在两个学校的生活。馬利克称自己从十二岁开始就对自己的外貌感到骄傲。

## 职业生平

### 2010年 - 2015年：X音素与1世代

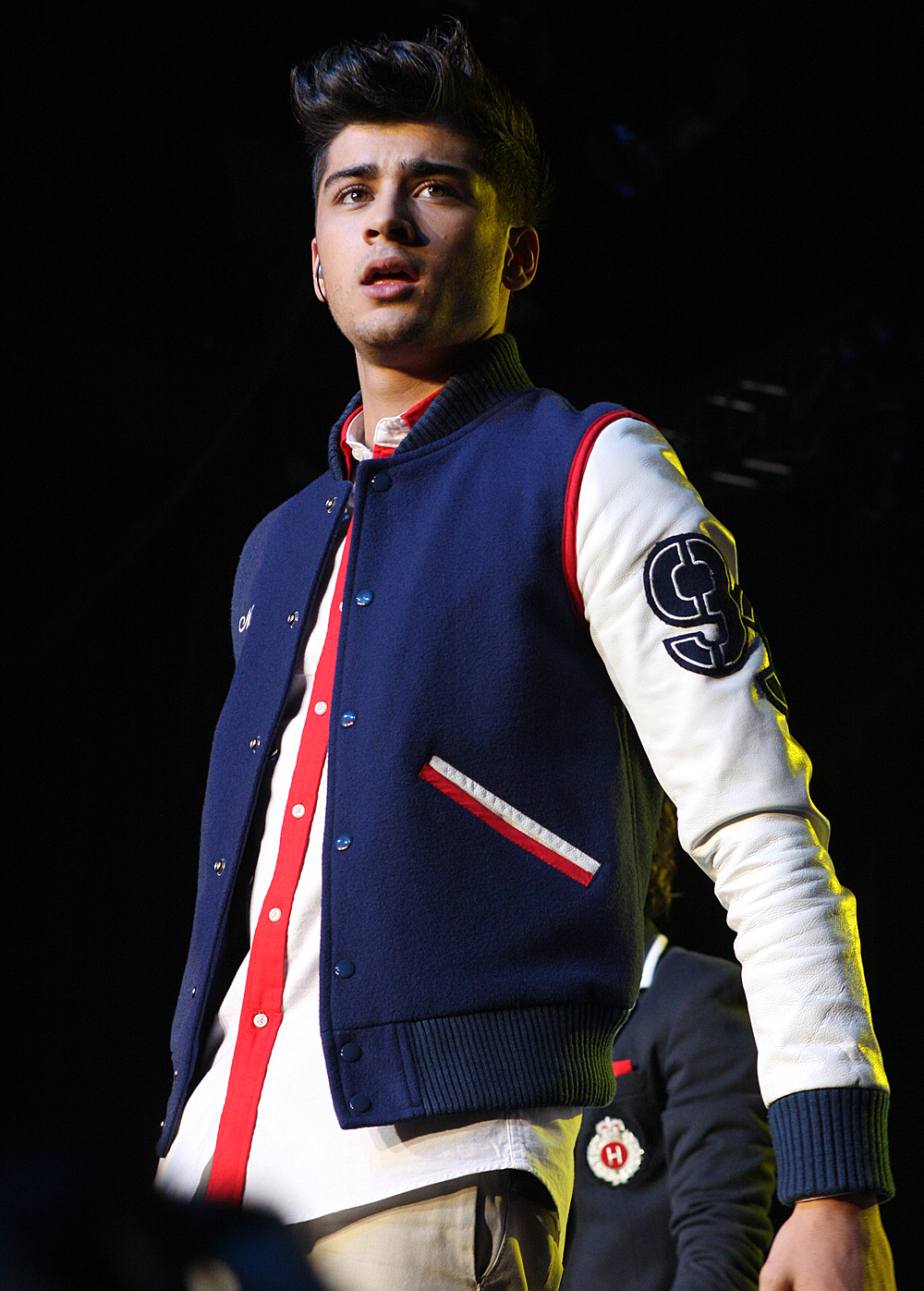
马利克在1世代时期的照片。

2010年，马利克以个人身份参加了英國電視節目《X音素》的海選，但在比賽中遭到了淘汰。對於海選的失敗，马利克說道：“這是我在摸索經驗。”評審之一，西蒙·高維爾不想埋沒他的才華，於是決定讓他和其他四名参賽者奈爾·霍蘭、連恩·佩恩、哈利·斯泰爾和路易·湯姆林森組成團體1世代繼續比賽。在晉級《X音素》第七季決賽名單之後，馬利克和其他四人與西蒙·高維爾旗下的唱片公司賽科簽約。在之后的比賽中，他們最終獲得了第三名的成績。隨後，他們在北美的音樂合約則簽給了哥倫比亞唱片。
马利克在1世代中以团体的名义发行了4张录音室专辑。2015年3月25日，馬利克因承受不住壓力與創作理念不同為由宣佈退出1世代。

### 2015年 - 2016年：《心解密》
2015年7月29日，马利克宣布与RCA唱片签约。2016年1月，馬利克透露了個人首張專輯的名字為《心解密》。專輯的首張單曲《枕邊情話》于2016年1月29日和其音樂錄影帶共同發行，歌曲空降英國單曲榜與美國告示牌百强单曲榜冠軍。2016年3月25日，專輯《心解密》正式發佈。《心解密》在美国告示牌二百强专辑榜空降第1，首周获得了157,000份销售单元，其中纯专辑销量约有112,000份。在《心解密》发行后，马利克称自己想攻读自己出道前一直想攻读的英文或文学的学位，并在此期间创作他的第2张录音室专辑。2016年7月，馬利克與英國製作團隊Snakehips合作了單曲。12月8日，馬利克與泰勒·斯威夫特為電影《格雷的五十道陰影：束縛》演唱的原聲帶歌曲《無愛不活》發行。
为宣传专辑，泽恩在《吉米·法伦今夜秀》节目，在iHeartRadio Theater和第三届iHeartRadio音乐奖登台表演。
12月14日，在接受紐西蘭電視節目採訪時，馬利克表示自己需要“一段時間”脫離自己2015年離開1世代的經歷感受。他正在寫一本名為“贊恩”的自傳，並認為寫作很“能治癒”內心。

### 2017年 - 2018年：《伊卡洛斯墜落》
2017年3月24日，馬利克發行了與派对在隔壁合作的單曲《青春正好》。9月7日，專輯的第2支單曲《Dusk Till Dawn》發行。這首歌曲與希雅合作，其音乐錄影帶由马克·韦布執導，美國女演員杰米玛·科克參與了錄影帶的客串。

### 2019年 - 至今：音樂合作與《沒有人在聽》
2019年，與扎維亞·沃德合作電影《阿拉丁》主題曲《新的世界》。2020年與CAA簽約，並發行新專輯《沒有人在聽》的首發單曲《更好》，專輯於隔年1月15日正式發行。

## 音乐影响
馬利克称城市音乐是主要影响自己的音乐风格，在长大之后，他也开始尝试R&B和饶舌音乐。 和其他1世代成员一样，马利克将布鲁诺·马尔斯称为自己“梦想的合作者”。

## 音乐唱片

### 專輯
- 心解密（英语：Mind of Mine）（2016）
- 伊卡洛斯墜落（英语：Icarus Falls）（2018）
- 沒有人在聽（英语：Nobody Is Listening）（2021）

## 私人生活
2010年，马利克曾和前《X音素》的参赛者日内瓦·雷交往。 2012年早期，馬利克与英國女子团体混合甜心成员佩芮·愛德華开始交往，并在2013年订婚，2015年8月4日，两人取消訂婚。
自2015年11月开始，馬利克開始與美國模特吉吉·哈蒂德交往，並於2016年3月證實了他們的關係。
2018年3月，哈蒂德和馬利克各自於其社交網站宣佈分手的消息，其後在同年5月兩人復合。。2020年7月，哈蒂德證實已懷有4個月身孕。同年9月23日，馬利克在推特上宣布两人的女兒诞生的消息。。2021年10月底，與哈蒂德再次分手，兩人將共同扶養女兒。
馬利克是一个穆斯林。他能讲英语和乌都语，并能阅读阿拉伯语。他曾遭到部分反伊斯兰教人士的辱骂，为此2012年他甚至删除了自己的Twitter账号。在2014年以巴冲突期间，马利克发布推特趋势（自由巴勒斯坦），激怒了部分以色列粉丝，甚至收到了死亡威胁，此事件之后，马利克便不再在公开场合发表政治观点。
马利克是慈善机构英亚信托基金的官方大使，致力于帮助南亚地区贫苦民众。他还与前一世代的成员通过喜劇救濟为非洲贫困地区筹款。2016年3月，他以外公沃爾特·布倫南的名义买下了布拉德福德城足球俱乐部的一间包厢，让底层社会的儿童有机会观看足球比赛。截至2016年4月，马利克的身价已超过3000万英镑。

## 外部連結
- Zayn在互联网电影资料库（IMDb）上的資料（英文）
- 官方网站
- YouTube上的Zayn頻道
- 贊恩·馬利克的Instagram帳戶